# Marcel Debut

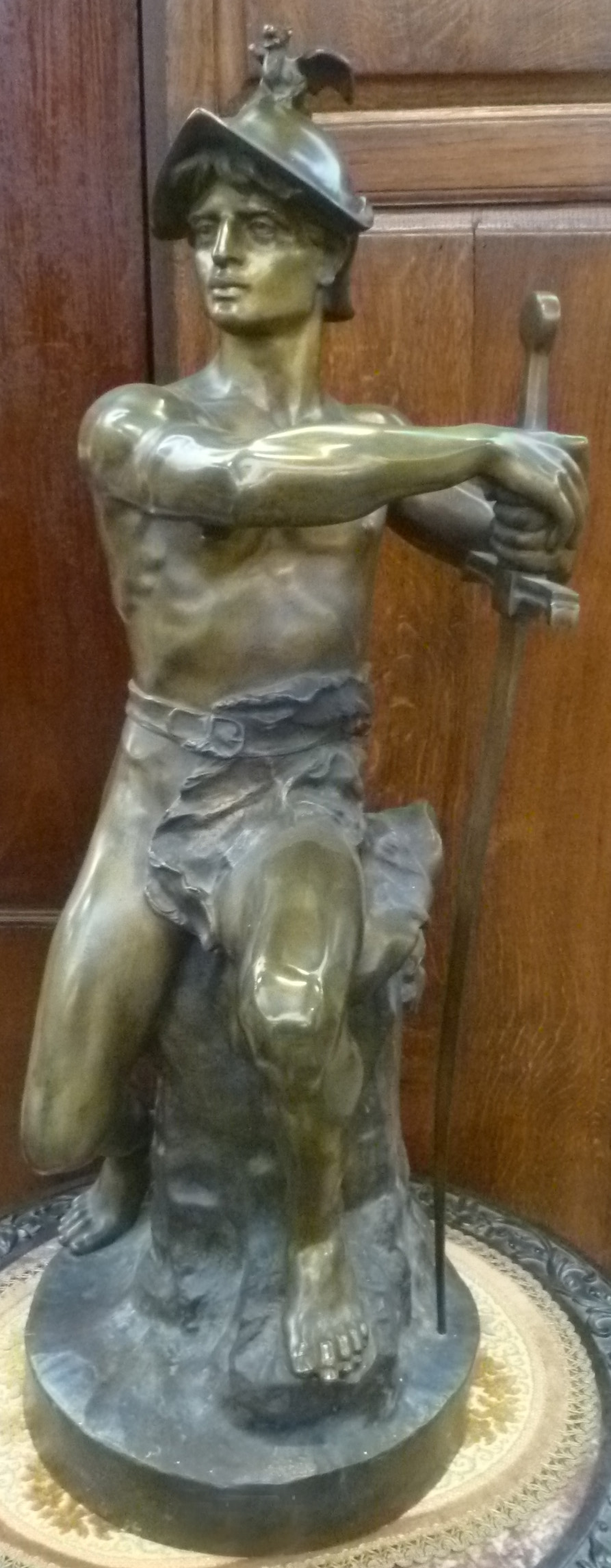
Sculpture de Marcel Debut

Marcel Debut (né à Paris le 27 mars 1865 et mort au Vaudreuil le 28 juillet 1933) est un sculpteur français.

## Biographie
Fils de Didier Début, élève de Jules Lefebvre et de Pierre François Marie Boulanger, Marcel Debut obtient en 1895 une mention honorable au Salon des artistes français dont il est sociétaire. 